# Mantenimiento correctivo

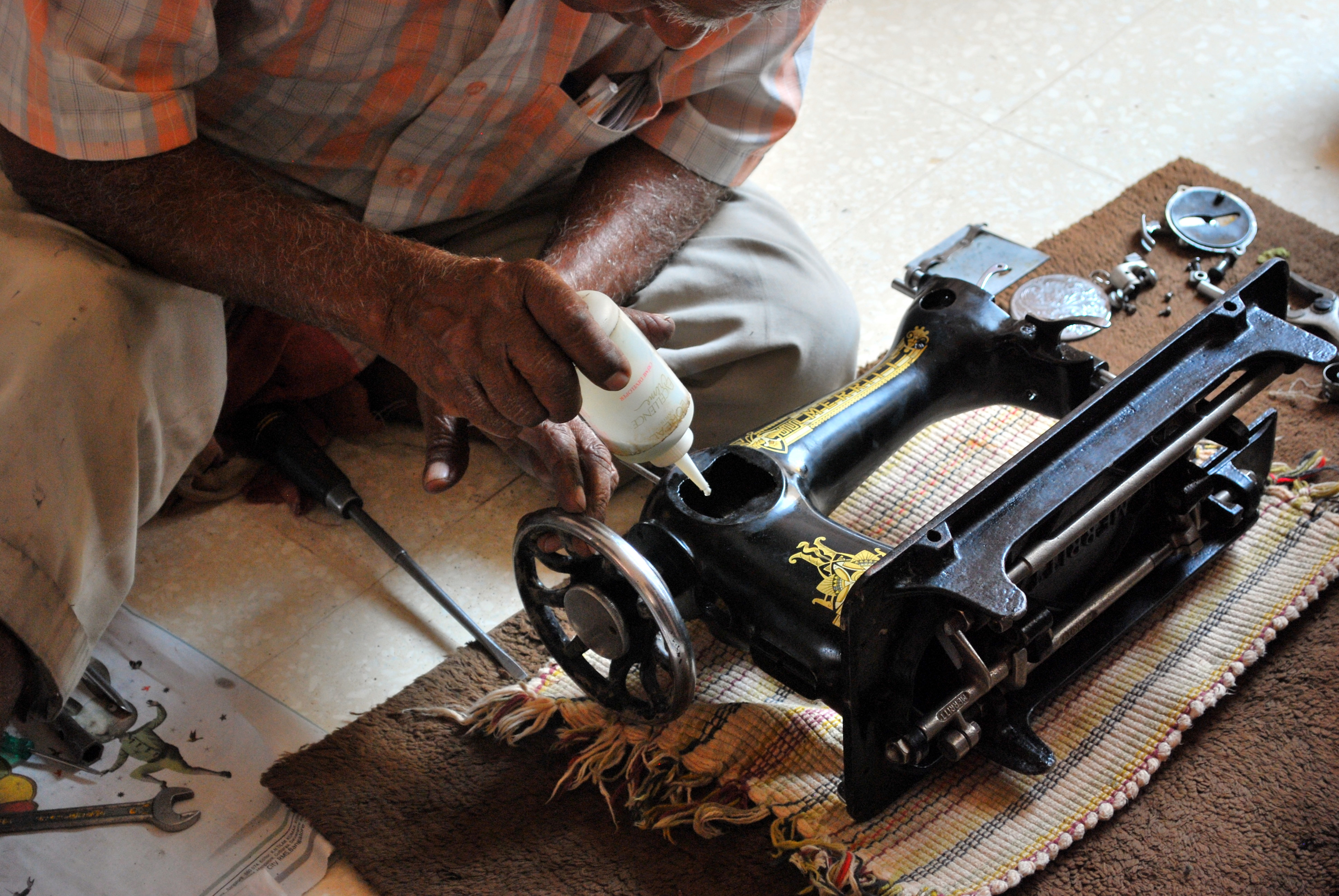
Reparación de una máquina de coser.

Se denomina mantenimiento correctivo  aquel que corrige los defectos observados en los equipamientos o instalaciones, es la forma más básica de mantenimiento y consiste en localizar averías o defectos para corregirlos o repararlos. Históricamente es el primer concepto de mantenimiento y el único hasta la Primera Guerra Mundial, dada la simplicidad de las máquinas, equipamientos e instalaciones de la época. El mantenimiento era sinónimo de reparar aquello que estaba averiado. 
Este mantenimiento se realiza luego de que ocurra un fallo o avería en el equipo que por su naturaleza no pueden planificarse en el tiempo.
Cuando ocurre una avería, se realiza un diagnóstico para identificar la causa raíz del problema y se toman las acciones necesarias para restaurar el funcionamiento normal. Estas acciones pueden incluir reparaciones, reemplazo de piezas, ajustes o recalibración. En algunos casos, puede ser necesario detener temporalmente las operaciones para llevar a cabo el mantenimiento correctivo.
El mantenimiento correctivo aborda las fallas de manera inmediata y tiene como objetivo minimizar los efectos negativos en la producción o las operaciones. Sin embargo, presenta desventajas como el tiempo de inactividad no planificado, el posible impacto en la producción o servicios y el mayor riesgo de daños adicionales si no se toman medidas rápidas y adecuadas.
En el caso de los equipos de cómputo, el mantenimiento correctivo puede implicar el reemplazo de piezas desgastadas, lo cual puede generar costos por reparación y repuestos no presupuestados. Aunque el mantenimiento correctivo es necesario para abordar las fallas imprevistas, se recomienda combinarlo con el mantenimiento preventivo y perfectivo para reducir la frecuencia de las averías y prolongar la vida útil de los equipos e instalaciones.

## Tipos de mantenimiento

### Mantenimiento preventivo
Después de la Primera Guerra Mundial se planteó que el mantenimiento no solo tenía que corregir las averías, sino que tenía que adelantarse a ellas garantizando el correcto funcionamiento de las máquinas, evitando el retraso producido por las averías y sus consecuencias, dando lugar a lo que se denominó mantenimiento preventivo que es el que se hace, previamente a que el equipo entre en funcionamiento, en evicción de posteriores averías, garantizando un periodo de uso fiable.
Este concepto se aplica generalmente en la informática.

### Mantenimiento predictivo
Está basado en la determinación de la condición técnica del equipo en operación. El concepto se basa en que las máquinas darán un tipo de aviso antes de que fallen y este mantenimiento trata de percibir los síntomas para después tomar acciones y decisiones de reparación o cambio antes de que ocurra una falla.
Se realiza antes que ocurra una falla o avería, con la finalidad de mantener los equipos trabajando y para reducir las posibilidades de ocurrencias o fallas. Consiste en la revisión periódica de ciertos aspectos, de los componentes de un equipo, que influyen en el desempeño fiable del sistema y en la integridad de su infraestructura.
Esta modalidad de mantenimiento se ocupa en la determinación de las condiciones operativas de durabilidad y confiabilidad de un equipo.
Su primer objetivo es evitar o mitigar las consecuencias de las fallas del equipo, logrando prevenir las incidencias antes de que estas ocurran. 
Las tareas incluyen acciones como revisiones del mecanismo, limpieza e incluso cambios de piezas desgastadas evitando fallas antes de que estas ocurran.
El mantenimiento predictivo es una técnica para pronosticar el punto futuro de falla de un componente de una máquina, de tal forma que dicho componente pueda ser reemplazado, con base en un plan, justo antes de que falle. Así, el tiempo muerto del equipo se minimiza y el tiempo de vida del componente se maximiza.

### Mantenimiento proactivo
El mantenimiento proactivo llamado también mantenimiento de precisión o mantenimiento basado en la confiabilidad, es un proceso de gestión de riesgos que permite mejorar continuamente estrategias de mantenimiento y rendimiento de maquinaria y su objetivo es eliminar los fallos repetitivos o posibles problemas recurrentes.
Una buena implantación y ejecución del proceso de mantenimiento proactivo puede asegurar una mejor amortización de los activos al gestionar claramente el riesgo potencial sobre ellos.
La gestión total incluye los equipos (hardware) y los programas (software) y todos los recursos técnicos requeridos.